# 3583 Burdett
3583 Burdett eller 1929 TQ är en asteroid i huvudbältet som upptäcktes den 5 oktober 1929 av den amerikanske astronomen Clyde Tombaugh vid Lowell-observatoriet. Den är uppkallad efter upptäckarens hemstad, Burdett i Kansas.
Asteroiden har en diameter på ungefär 6 kilometer och den tillhör asteroidgruppen Nysa.